# Kordiline
Kordiline (lat. Cordyline) je rod šparogovki smješten u potporodicu Lomandroideae. Pripada mu 24 vrste (i dvije notovrste) raširene po Papuaziji, zapadnom Pacifiku, Maskarenima i Australiji, te u Južnoj Americi.

## Vrste
1. Cordyline angustissima K.Schum.
2. Cordyline australis (G.Forst.) Endl.
3. Cordyline banksii Hook.f.
4. Cordyline cannifolia R.Br.
5. Cordyline congesta (Sweet) Steud.
6. Cordyline forbesii Rendle
7. Cordyline fruticosa (L.) A.Chev.
8. Cordyline indivisa (G.Forst.) Endl.
9. Cordyline lateralis Lauterb.
10. Cordyline ledermannii K.Krause
11. Cordyline manners-suttoniae F.Muell.
12. Cordyline × matthewsii Carse
13. Cordyline mauritiana (Lam.) J.F.Macbr.
14. Cordyline minutiflora Ridl.
15. Cordyline murchisoniae F.Muell.
16. Cordyline neocaledonica (Baker) B.D.Jacks.
17. Cordyline obtecta (Graham) Baker
18. Cordyline petiolaris (Domin) Pedley
19. Cordyline pumilio Hook.f.
20. Cordyline racemosa Ridl.
21. Cordyline rubra Otto & A.Dietr.
22. Cordyline schlechteri Lauterb.
23. Cordyline sellowiana Kunth
24. Cordyline stricta (Sims) Endl.
25. Cordyline × gibbingsiae Carse

## Sinonimi
- Calodracon Planch.
- Charlwoodia Sweet
- Cohnia Kunth
- Dracaenopsis Planch.
- Euphyleia Raf.
- Ezehlsia Lour. ex B.A.Gomes
- Taetsia Medik.
- Terminalis Rumph. ex Kuntze